# Karel Maceček
Karel Maceček (* 2. února 1980) je český fotbalový trenér a bývalý profesionální fotbalový útočník. Od sezóny 2023/2024 je generální manažerem FK Třinec.

## Hráčská kariéra

### Úspěchy
V sezoně 2005/06 se stal s 18 brankami nejlepším střelcem Moravskoslezské fotbalové ligy.

### Klubová kariéra
Začínal v Sokolu Hnojník, v žákovském věku krátce hostoval v TJ Slezan Frýdek-Místek a v 15 letech přestoupil do Baníku Ostrava, kde hrál za dorost. V roce 1998 přestoupil do dorostu Sigmy Olomouc, na jaře 1999 hostoval v Horce nad Moravou (vítěz I. A třídy Hanácké župy - sk. A).
Ve II. lize hrál za 1. HFK Olomouc a FK Fotbal Třinec. Ve 49 startech zaznamenal 6 branek.
V MSFL debutoval a svůj první gól v této soutěži dal za B-mužstvo Sigmy Olomouc, hrál ji také za SK Hranice, TJ Biocel Vratimov, Třinec a Frýdek-Místek. V nejvyšší moravské soutěži dal 47 gólů.

### Ligová bilance
| Ročník                              | Zápasy | Góly | Minuty | Klub                     |
| ----------------------------------- | ------ | ---- | ------ | ------------------------ |
| MSFL 1998/99                        | –      | 5    | –      | SK Sigma Olomouc „B“     |
| MSFL 1999/00                        | –      | 1    | –      | SK Sigma Olomouc „B“     |
| MSFL 2000/01                        | –      | 0    | –      | SK Hranice               |
| MSFL 2001/02                        | –      | 7    | –      | TJ Biocel Vratimov       |
| II. liga 2002/03                    | 2      | 0    | –      | 1. HFK Olomouc           |
| MSFL 2005/06                        | –      | 18   | –      | FK Fotbal Třinec         |
| II. liga 2006/07                    | 25     | 4    | –      | FK Fotbal Třinec         |
| II. liga 2007/08                    | 14     | 1    | –      | FK Fotbal Třinec         |
| II. liga 2008/09                    | 9      | 1    | 413    | FK Fotbal Třinec         |
| MSFL 2008/09                        | 13     | 2    | 1 045  | Fotbal Frýdek-Místek     |
| MSFL 2009/10                        | 25     | 8    | 1 618  | Fotbal Frýdek-Místek     |
| MSFL 2010/11                        | 14     | 6    | 973    | Fotbal/MFK Frýdek-Místek |
| CELKEM II. LIGA (2003–2008)         | 49     | 6    | –      |                          |
| CELKEM III. LIGA – MSFL (1998–2010) | –      | 47   | –      |                          |

### Nižší soutěže
Od jara 2011 začal pravidelně nastupovat za frýdecko-místecké B-mužstvo v I. B třídě Moravskoslezského kraje - sk. C, tamtéž hrál příští sezonu v I. A třídě Moravskoslezského kraje - sk. B. Ročník 2012/13 hrál stejnou soutěž na hostování v Čeladné. Na podzim 2013 hostoval v nejvyšší krajské soutěži v Dětmarovicích, na jaře 2014 a v ročníku 2014/15 hrál stejnou soutěž za FC Odra Petřkovice. V sezoně 2015/16 hrál s Petřkovicemi v Divizi E. Na podzim 2016 působil v TJ Sokol Dobrá v I. A třídě Moravskoslezského kraje - sk. B, kde svoji kariéru uzavřel.
Od 13. srpna 2017 je opět hráčem Sokola Hnojník, kde s kopanou začínal.
- 2010/11 (7. liga) – 10 startů/20 branek (MFK Frýdek-Místek „B“)
- 2011/12 (6. liga) – 25/26 (MFK Frýdek-Místek „B“)
- 2012/13 (6. liga) – 24/30 (SK Beskyd Čeladná)
- 2013/14 (5. liga) – 15/9 (SK Dětmarovice)
- 2013/14 (5. liga) – 13/8 (FC Odra Petřkovice)
- 2014/15 (5. liga) – 29/25 (FC Odra Petřkovice)
- 2015/16 (4. liga) – 25/16 (FC Odra Petřkovice)
- 2016/17 (6. liga) – 12/5 (TJ Sokol Dobrá)

## Trenérská kariéra
Od roku 2012 se souběžně s hráčskou kariérou začal věnovat výchově mládeže. V sezoně 2016/17 trénoval žáky v MFK Frýdek-Místek.